# Bolborhachium recticorne
Bolborhachium recticorne là một loài bọ cánh cứng trong họ Geotrupidae. Loài này được miêu tả khoa học năm 1838 bởi Guérin-Méneville.